# 高美士中葡中學

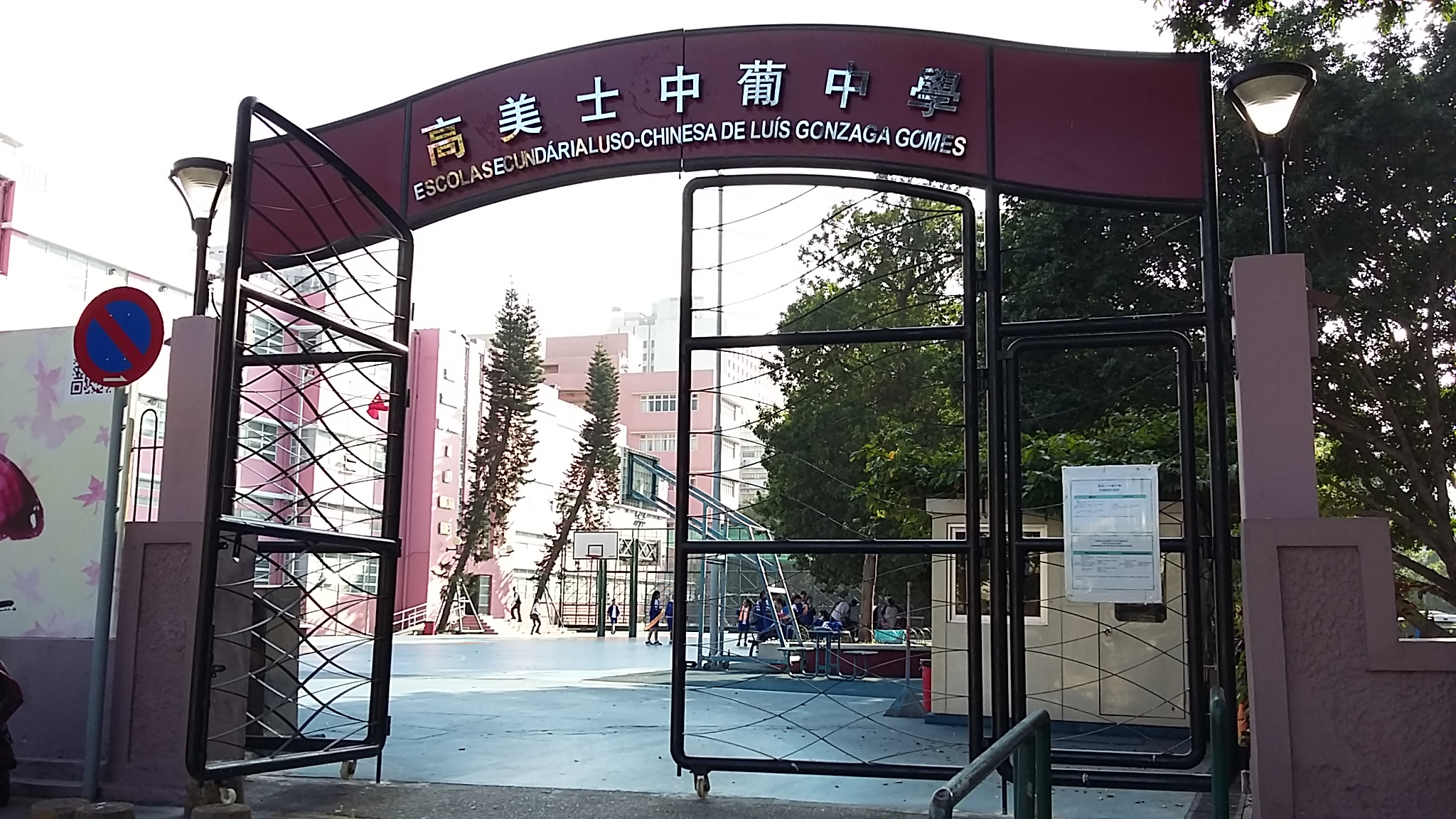
高美士中葡中學正門入口

高美士中葡中學為澳門政府開辦之公立學校，隷屬教育及青年發展局（DSEDJ）。該校創立於1985年，為紀念澳門土生葡人高美士先生（葡萄牙語：Luís Gonzaga Gomes），該校被命名為高美士中葡中學（葡萄牙語：Escola Secundária Luso-Chinesa de Luís Gonzaga Gomes，簡稱E.S.L.C.L.G.G.），為澳門適齡學童提供正規文法中學課程，致力培育三文四語（粵語、普通話、葡語及英語）人材。
該校原校址為澳門取潔中學，並於1986年遷往澳門學校綜合體（即今澳門理工大學），並定名為高美士中葡中學暨預備中學。1989年，該校隷屬小學的部份遷出，並易名為高美士中葡中學，提供初一至高三的正規文法中學課程。為能更有效發展中學教育，該校於1995年遷往澳門士多紐拜斯大馬路100號之現址，校舍本身亦不斷發展。2002年，校舍擴建工程開始，兩幢新校舍於原有主大樓兩側興建，並於2003年落成。
該校設立有四個校部，分別為：
- 日間中文部：以中文為主要授課語言，提供六年制（初一至高三）的正規文法中學課程。
- 日間葡文部：開辦於1998年，以葡文為主要授課語言，提供初中的正規文法中學課程。
- 中學回歸教育：創辦於1999年，為澳門未能完成中學之成人提供初中及高中正規課程，以單元制為課程基礎。最初只於夜間授課，並於2005年開設日間部。
- 葡文成人夜間中學：開辦於1998年，以葡文為主要授課語言，提供夜間初中及高中課程。

## 願景
- 培育具三文四語能力，並能迎接未來社會的人才
  - 三文四語：中文（粵語及普通話）、葡文及英文
  - 廿一世紀的人材需具備：國際視野、學習能力、創新能力、抗逆能力、團隊合作、關愛心懷

## 行政架構
2024/2025學年
- 校長
  - 黃崢志	Wong Chang Chi (José)
- 副校長 
  - 韓漪珊	Hon I San Candida
  - 馬雲娜 Rovena Bettencourt Gregório Madeira
- 行政領導機關
  - 馮素慧	Fong Sou Wai (Stephanie)
- 訓輔領導機關
  - 黃芷娟	Vong Chi Kun (Rebecca)
- 教學領導機關
  - 黎志偉	Lai Chi Vai

2023/2024學年
- 校長
  - 黃崢志	Wong Chang Chi (José)
- 副校長 
  - 楊詠詩	Ieong Weng Si
  - 韓漪珊	Hon I San Candida
- 行政領導機關
  - 馮素慧	Fong Sou Wai (Stephanie)
- 訓輔領導機關
  - 黃芷娟	Vong Chi Kun (Rebecca)
- 教學領導機關
  - 黎志偉	Lai Chi Vai

2022/2023學年
- 校長 
  - 梁祐澄	Leong Iao Cheng
- 副校長 
  - 楊詠詩	Ieong Weng Si
  - 黃崢志	Wong Chang Chi (José)
- 行政領導機關
  - 馮素慧	Fong Sou Wai
  - 陳美貞	Chan Mei Cheng
  - 黃雪瑩	Wong Sut Ieng
  - 黃芷娟	Vong Chi Kun
  - 司徒秀雲 Sharon Si Tou
  - 何曉敏	Ho Io Man

2021/2022學年
- 校長 
  - 梁祐澄	Leong Iao Cheng
- 副校長 
  - 楊詠詩	Ieong Weng Si
  - 凌永申	Leng Weng San
- 協調員 
  - 陳淑慧	Chan Sok Vai
  - 張家儀	Cheong Ka I
  - 黃芷娟	Vong Chi Kun
  - 曹瑞銀	Chou Soi Ngan
  - 阮蘊潔	Un Wan Kit

2020/2021學年
- 校長 
  - 梁祐澄	Leong Iao Cheng
- 副校長 
  - 楊詠詩	Ieong Weng Si
  - 凌永申	Leng Weng San
- 協調員 
  - 陳淑慧	Chan Sok Vai
  - 張家儀	Cheong Ka I
  - 黃芷娟	Vong Chi Kun
  - 曹瑞銀	Chou Soi Ngan
  - 阮蘊潔	Un Wan Kit

2019/2020學年
- 校長 
  - 梁祐澄	Leong Iao Cheng
- 副校長 
  - 楊詠詩	Ieong Weng Si
  - 凌永申	Leng Weng San
- 協調員 
  - 陳淑慧	Chan Sok Vai
  - 張家儀	Cheong Ka I
  - 黃芷娟	Vong Chi Kun
  - 曹瑞銀	Chou Soi Ngan
  - 阮蘊潔	Un Wan Kit

## 學年主題
- 2024/2025學年：走進社會，放眼世界
- 2023/2024學年：攜手共進展潛能，健康成長創未來
- 2022/2023學年：多元文化齊相聚，和諧校園樂共融
- 2021/2022學年：至誠盡責求精進 感恩互勵齊共學
- 2020/2021學年：逆境砥礪創新象 自主共學同成長
- 2019/2020學年：敢創力行 逐理想
- 2018/2019學年：心思求更新 變革迎挑戰
- 2017/2018學年：敢涉水深處 覓豐盛未來
- 2016/2017學年：樂分享 共成長
- 2015/2016學年：立新視界  越新高度
- 2014/2015學年：突破學習界限 拓展成長空間
- 2013/2014學年：實踐中學習 讓夢想飛翔
- 2012/2013學年：善用欣賞的心 體驗世界之美
- 2011/2012學年：明德求智 美健同揚 (明德 -- 關懷: 用愛與關懷 讓世界不再一樣)
- 2010/2011學年：明德求智 美健同揚 (明德 -- 感恩)
- 2009/2010學年：明德求智 美健同揚  (明德 -- 禮)
- 2007/2008及2008/2009學年：明德求智 美健同揚
- 2006/2007學年：自信自立 共融共進
- 2005/2006學年：樂善勇敢 自強不息
- 2004/2005學年：實踐夢想 追求卓越
- 2003/2004學年：學以致用 劃出彩虹
- 2002/2003學年：放眼世界 超越自我
- 2001/2002學年：
- 2000/2001學年：
- 1999/2000學年：

## 大事一覽
- 2024/2025學年

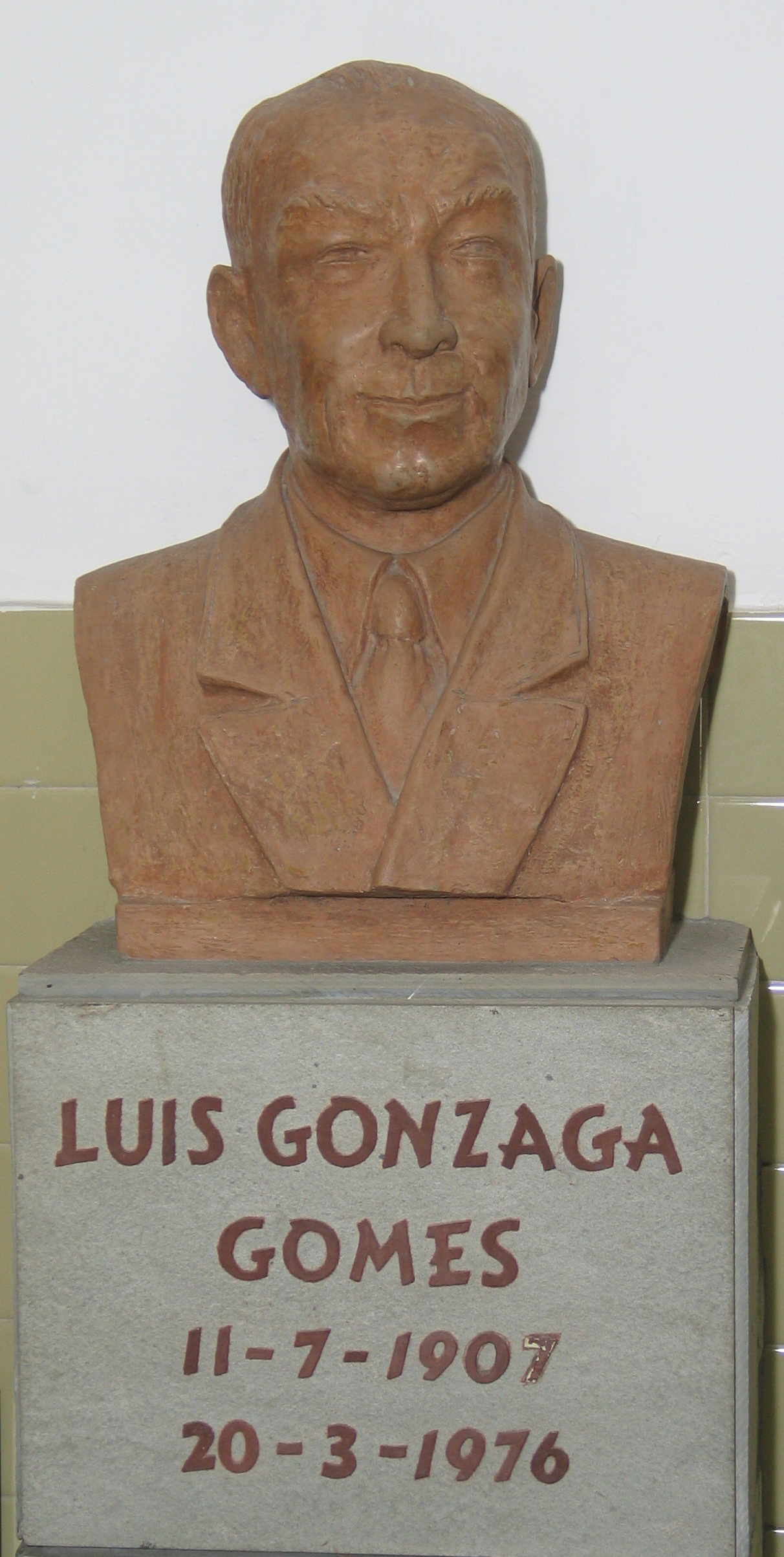
高美士先生的雕像

  - 馬雲娜老師（Rovena Bettencourt Gregório Madeira）成為副校長
  - 校訓訂定為「明德求智，美健同揚」
  - 楊詠詩副校長於2024年8月1日調任鄭觀應公立學校副校長

- 2023/2024學年
  - 黃崢志副校長成為校長
  - 梁祐澄校長於2023年8月1日離任
  - 凌永申副校長於2023年8月1日調任二龍喉公立學校副校長

- 2022/2023學年
  - 語言推廣中心主任黃崢志老師成為副校長
  - 葡文部開始提供幼、小及初中課程

- 2019/2020學年
  - 校長助理莫佩瑛老師退休
  - 中文部及葡文部的Prof.Alda José Rocha退休
  - 凌永申老師成為副校長

- 2018/2019學年
  - 中文部的吳琍玲老師於2019年初榮休

- 2012/2013學年
  - 中文部的余佩嬋老師及葡文部的Prof.Alice Esteves於2013年初榮休

- 2010/2011學年

- 2009/2010學年
  - 2010年2月25日；建校25週年紀念校慶師生聚餐

- 2007/2008學年
  - 2007年9月5日：07/08學年開始
  - 2007年9月1日：修葺校園戶外操場工程開始
  - 2007年11月：開展「午睡計劃」，於中午為個別有需要學生提供午睡小休的環境
  - 2007年11月中旬：操場工程完成
  - 2008年2月29日：高美士先生誕生100周年紀念暨2008文化日

- 2006/2007學年
  - 2007年7月11日：高美士先生100歲壽辰紀念彌撒
  - 2007年2月9日：文化日 — 澳門飲食文化
  - 2006年11月28日：獲香港全人教育基金頒發「ICAN學校優異獎」
  - 與澳門衛生局合作推行健康校園計劃
  - 於初中一及初中二部份班別實施「生本教育」
  - ICAN全人教育課程於初中及高中一年級展開
  - 於該校展開「校園社區化」計劃

- 2005/2006學年
  - 2006年8月：為配合「校園社區化」計劃修葺操場，日後校園設施於假日將開放予大眾使用
  - 2006年2月24日：文化日 — 民間傳統遊戲
  - 2006年2月6日-10日：甄選個別學生參與「飛鷹計劃」
  - 2005年10月1日：開設日間高中回歸教育課程
  - 2005年9月-2006年1月：學校綜合評鑑
  - 2005年9月1日：於2005/2006學年開始於個別班級實施「生本教育」，以及於初中各班於每週班主任課展開ICAN全人教育課程

- 2004/2005學年
  - 2005年7月：舉行第一屆高中回歸教育畢業禮
  - 2005年6月29日：與廣東省惠州市實驗中學締結成姐妹學校
  - 2005年3月1日：建校二十週年慶典
  - 2004年9月1日：訓輔小組成立，陳英倫老師獲委派為訓輔協調員；楊詠詩老師獲委派為教務協調員

- 2003/2004學年
  - 2003年9月1日：風紀組成立
  - 2004年3月27日：新教學樓落成典禮暨開放日，兩幢新教學樓正式啟用

- 2002/2003學年
  - 2002年9月1日：更換校徽及新冬/夏季校服式樣
  - 2002年9月1日：由五年制中學更改為六年制中學
  - 2002年：開辦以中文為教學語言的高中回歸教育課程，讓年齡在十八歲或以上人士報讀

- 2001/2002學年
  - 2002年：開始新教學樓之建築工程

- 2000/2001學年
  - 2001年2月19日：第一次舉行升旗典禮
  - 2001年7月31日：黃曼雲副校長正式離任
  - 2001年8月1日：陳淑慧老師獲委任為副校長
  - 2001年9月1日：莫佩瑛老師獲委派為校長助理

- 1999/2000學年
  - 1999年：高美士中葡中學風紀組成立

- 1998/1999學年
  - 1998年9月1日：承接利宵中學之日間葡文部及夜間成人葡文中學課程
  - 1998年9月1日：中葡職業技術學校啟用，夜間職業培訓改由該校接手
  - 1998年9月1日：陳淑慧老師獲委任為校長助理
  - 1998年：高美士中葡中學學生會成立
  - 1999年：根據第1/SAAEJ/99批示，開設以中文為教學語言的初中回歸教育課程，讓年齡在十八歲或以上人士報讀

- 1997/1998學年
  - 1997年：因學生人數眾多，校舍不敷應用，故借用二龍喉中葡小學一、二樓校舍，以供初一年級十班使用，為期一年。

- 1996/1997學年
  - 1996年：逐漸推行中學課程改革，由五年制中學課程改為六年制中學課程
  - 1997年3月1日：梁祐澄老師獲委任為校長
  - 1997年5月11日：高美士中葡中學家長會成立
  - 1997年9月1日: 阮佩賢老師正式獲委任為副校長
  - 開設夜間職業技術課程

- 1995/1996學年
  - 梁勵獲委任為校長、黃曼雲及梁祐澄獲委任為副校長

- 1994/1995學年
  - 黎妙蘭老師獲委任為校長、劉衛紅老師及Verónica Carvalho分別獲委任為副校長及秘書
  - 遷往士多紐拜斯大馬路(現址)

- 1990/1991學年
  - 政府頒布法令，取消中學以下班級。由本年起校方僅辦中學教育，並改為現名。[2]

- 1989/1990學年
  - 根據第62/89/M號法令，高美士中葡中學暨預備中學改稱為高美士中葡中學，並開始逐步取消第五及第六年級課程。

- 1988/1989學年

- 1987/1988學年
  - 高美士中葡中學暨預備中學梁勵老師獲委任為校務管理委員會主席、黎妙蘭老師及Alda José  Rocha分別為校務管理委員會副主席及秘書

- 1986/1987學年
  - 根據第129/86/M號訓令而將中葡中學教育課程命名為高美士中葡中學暨預備學校，除原有的中葡中學教育課程外，也納入何東小學的五、六年級
  - 根據第38/86/M號法令將高美士中葡中學暨預備中學（Escola Preparatória e Secundária Luso-Chinesa de Luìs Gonzaga Gomes）、殷皇子紀念中學（Escola Secundária do Infante D.Henrique）及高斯華預備中學（Escola Preparatória do Dr. José Gomes da Silva）聯合組成「澳門學校綜合體」(校址在今日的理工學院)
  - 高美士中葡中學暨預備中學潘嘉麟老師獲委任為校務管理委員會主席、梁勵老師及張子明老師分別獲委任為校務管理委員會副主席為校務管理委員會秘書

- 1985/1986學年
  - 1985年9月1日：正式創立，轄有中學及預備中學教育。根據批示第30/ECT/85號開設中葡中學教育課程，開設中葡中學第一年教育課程(七年級)校址暫借大三巴牌坊取潔學校教學大樓四樓六間教室（即現今利瑪竇中學校址）。

## 外部連結
- 高美士中葡中學 （页面存档备份，存于）
- 中葡職業技術中學 （页面存档备份，存于）
- 澳門教育及青年發展局 （页面存档备份，存于）
- 廣東省惠州市實驗中學 （页面存档备份，存于）
- Category:高美士中葡中學校友